# Eidgah
Eidgah eller Idgah er en åben, moské, som regel udenfor en by (eller i udkanten), hvor man laver sin bøn under højtiden Eid ul-Fitr. Dette blev udøvet af profeten Muhammed. Derfor er det kun sunnimuslimer der beder bøn i en Eidgah. Den første Eidgahn blev bygget i udkanten af Medina.